# 費莉西蒂·史莫克
費莉西蒂·史莫克（英語：Felicity Smoak）是美國DC漫畫的角色。首次出現於《The Fury of Firestorm》# 23 (1984年5月)，由格里·康維及拉菲爾·卡亞娜創作 。她最初是一家電腦軟體公司的經理，反對魯莽的超級英雄火風暴（Firestorm）。最終成為愛德華·雷蒙德（Edward Raymond）的第二任妻子，並成為羅尼·雷蒙德（Ronnie Raymond）的繼母。

## 同名改编人物
角色於2012年美國綠箭宇宙電視劇重新改編，由艾米莉·貝特·里卡茲飾演，主線劇情《綠箭俠》在綠箭俠中為女主角，也客串其他劇集《閃電俠》、《明日傳奇》、《女超人》及配音動畫劇《雌狐》。於2016年好萊記者民意調查顯示，這個版本的角色被列入了50位喜愛女性角色的第15位。新52中的《綠箭俠》(vol. 5) #35也引入相關角色 。

## 資料來源
1. ↑  Wilson, Matt D. . ComicsAlliance. July 1, 2013  [2017-12-16]. （原始内容存档于2015-09-06）. Gerry Conway, the writer who co-created the character with artist Rafael Kayanan in a 1984 issue of Firestorm.
2. ↑  Stoute, Scott. . ScreenRant. September 13, 2012  [March 9, 2014]. （原始内容存档于2014-03-09）.
3. ↑  THR Staff. . "The Hollywood Reporter". December 9, 2016  [November 30, 2017]. （原始内容存档于2017-12-01）.
4. ↑  Sacks, Ethan. . New York Daily News. July 4, 2014  [July 4, 2014]. （原始内容存档于2015-12-11）.